# Campeonato Europeo Sub-18 1968
El Campeonato Europeo Sub-18 1968 se llevó a cabo en Francia del 7 al 15 de abril y contó con la participación de 16 selecciones juveniles de Europa provenientes de una fase eliminatoria.
Checoslovaquia venció en la final al anfitrión Francia para ganar el título por primera ocasión.

## Eliminatoria
| Equipo 1         | Agr. | Equipo 2             | Ida | Vuelta |
| ---------------- | ---- | -------------------- | --- | ------ |
| Austria          | 2–3  | Yugoslavia           | 1–0 | 1–3    |
| Polonia          | 3–5  | Alemania Democrática | 3–2 | 0–3    |
| Rumania          | 2–5  | Hungría              | 2–1 | 0–4    |
| Turquía          | 0–1  | Bulgaria             | 0–0 | 0–1    |
| Malta            | 1–3  | Italia               | 1–2 | 0–1    |
| Luxemburgo       | 0–11 | Bélgica              | 0–4 | 0–7    |
| Alemania Federal | 2–1  | España               | 1–0 | 1–1    |
| Irlanda          | 1–4  | Inglaterra           | 0–0 | 1–4    |

## Clasificados
| - Bélgica - Bulgaria - Checoslovaquia - Alemania Democrática | - Inglaterra - Francia (anfitrión) - Alemania Federal - Grecia | - Hungría - Italia - Países Bajos - Portugal | - Escocia - Unión Soviética - Suiza - Yugoslavia |

## Fase de grupos

### Grupo A
| País     | J | G | E | P | GF | GC | GD | Pts |
| -------- | - | - | - | - | -- | -- | -- | --- |
| Portugal | 3 | 3 | 0 | 0 | 4  | 0  | +4 | 6   |
| Escocia  | 3 | 2 | 0 | 1 | 6  | 2  | +4 | 4   |
| Bélgica  | 3 | 0 | 1 | 2 | 1  | 4  | –3 | 1   |
| Suiza    | 3 | 0 | 1 | 2 | 1  | 6  | –5 | 1   |

| 7 de abril  | Suiza    | 1–1 | Bélgica  |
|             | Portugal | 2–0 | Escocia  |
| 9 de abril  | Escocia  | 4–0 | Suiza    |
|             | Bélgica  | 0-1 | Portugal |
| 11 de abril | Escocia  | 2–0 | Bélgica  |
|             | Portugal | 1–0 | Suiza    |

### Grupo B
| País            | J | G | E | P | GF | GC | GD | Pts |
| --------------- | - | - | - | - | -- | -- | -- | --- |
| Bulgaria        | 3 | 2 | 1 | 0 | 4  | 1  | +3 | 5   |
| Inglaterra      | 3 | 1 | 2 | 0 | 2  | 1  | +1 | 4   |
| Unión Soviética | 3 | 0 | 2 | 1 | 3  | 4  | –1 | 2   |
| Países Bajos    | 3 | 0 | 1 | 2 | 3  | 6  | –3 | 1   |

| 7 de abril  | Unión Soviética | 2–2 | Países Bajos    |
|             | Bulgaria        | 0–0 | Inglaterra      |
| 9 de abril  | Bulgaria        | 1–0 | Unión Soviética |
|             | Inglaterra      | 1–0 | Países Bajos    |
| 11 de abril | Países Bajos    | 1-3 | Bulgaria        |
|             | Inglaterra      | 1–1 | Unión Soviética |

### Grupo C
| País           | J | G | E | P | GF | GC | GD | Pts |
| -------------- | - | - | - | - | -- | -- | -- | --- |
| Checoslovaquia | 3 | 2 | 0 | 1 | 5  | 3  | +2 | 4   |
| Italia         | 3 | 1 | 1 | 1 | 4  | 4  | 0  | 3   |
| Yugoslavia     | 3 | 1 | 1 | 1 | 3  | 4  | –1 | 3   |
| Alemania       | 3 | 1 | 0 | 2 | 3  | 4  | –1 | 2   |

| 7 de abril  | Checoslovaquia   | 2–0 | Yugoslavia       |
|             | Alemania Federal | 2–0 | Italia           |
| 9 de abril  | Yugoslavia       | 1–0 | Alemania Federal |
|             | Italia           | 2–0 | Checoslovaquia   |
| 11 de abril | Checoslovaquia   | 3–1 | Alemania Federal |
|             | Italia           | 2–2 | Yugoslavia       |

### Grupo D
| País                 | J | G | E | P | GF | GC | GD | Pts |
| -------------------- | - | - | - | - | -- | -- | -- | --- |
| Francia              | 3 | 2 | 1 | 0 | 7  | 3  | +4 | 5   |
| Hungría              | 3 | 2 | 0 | 1 | 6  | 5  | +1 | 4   |
| Grecia               | 3 | 0 | 2 | 1 | 2  | 3  | –1 | 2   |
| Alemania Democrática | 3 | 0 | 1 | 2 | 5  | 9  | –4 | 1   |

| 7 de abril  | Alemania Democrática | 1–1 | Grecia               |
|             | Francia              | 3–0 | Hungría              |
| 9 de abril  | Hungría              | 4–1 | Alemania Democrática |
|             | Grecia               | 0–0 | Francia              |
| 11 de abril | Francia              | 4–3 | Alemania Democrática |
|             | Hungría              | 2–1 | Grecia               |

## Fase final
|  | Semifinales         | Semifinales       |   |                     | Final               | Final |  |
|  |                     |                   |   |                     |                     |       |  |
|  |                     |                   |   |                     |                     |       |  |
|  | Cannes, 13 de abril |                   |   |                     |                     |       |  |
|  | Portugal            | 1                 |   |                     |                     |       |  |
|  | Checoslovaquia      | 3                 |   |                     |                     |       |  |
|  |                     |                   |   |                     |                     |       |  |
|  |                     |                   |   |                     | Cannes, 15 de abril |       |  |
|  |                     |                   |   |                     | Checoslovaquia      | 2     |  |
|  |                     | Francia           | 1 |                     |                     |       |  |
|  |                     |                   |   |                     |                     |       |  |
|  |                     |                   |   |                     |                     |       |  |
|  |                     |                   |   |                     | Tercer lugar        |       |  |
|  | Niza, 13 de abril   | Niza, 13 de abril |   | Cannes, 15 de abril | Cannes, 15 de abril |       |  |
|  | Bulgaria            | 1                 |   | Portugal            | 4                   |       |  |
|  | Francia             | 3                 |   |                     | Bulgaria            | 2     |  |

## Campeón
| Eurocopa Sub-18 1968      |
| ------------------------- |
| Bandera de Checoslovaquia |
| Checoslovaquia 1º Título  |